# Iodobenzene
Lo Iodobenzene è un composto chimico derivato dal benzene, dove un atomo di idrogeno è stato sostituito con uno di iodio. A temperatura ambiente appare come un liquido incolore, poco solubile in acqua ma ben miscibile con diversi solventi organici tra cui etanolo, acetone, benzene, etere di petrolio e tetraclorometano. Il composto viene utilizzato in laboratorio come reagente e come catalizzatore.

## Sintesi
Lo iodobenzene può essere sintetizzato facendo reagire a freddo il cloruro di benzendiazonio con ioduro di potassio in ambiente acquoso. Normalmente il cloruro di benzendiazonio viene a sua volta ottenuto per diazotazione dell'anilina con nitrito di sodio ed acido cloridrico. La reazione di sintesi prevede l'allontanamento di azoto molecolare.
Ph-NH2 + NaNO2 + HCl → Ph-N≡N+Cl−
Ph-N≡N+Cl− + KI → Ph-I + KCl + N2
Un secondo metodo per sintetizzare lo iodobenzene consiste nel far reagire a caldo il benzene e lo iodio molecolare in ambiente acquoso ed in presenza di acido nitrico.